# Kosmisk bevidsthed
Kosmisk bevidsthed er begrebet om en bevidsthed, der har en sådan form og et sådant indhold, at den omfatter hele verden, både den fysiske verden og den åndelige verden. Det er en bevidsthed om de grundlæggende træk ved verden og de grundlæggende love for verden. Det er således begrebet om en højere form for bevidsthed end den, mennesket i almindelighed har.
Udtrykket ”kosmisk bevidsthed” stammer fra den engelske filosof Edward Carpenter (1844-1929), der havde rejst i Østen og studeret religionerne dér. Carpenter afledte udtrykket af det østlige udtryk ”universel bevidsthed”.

## Richard Bucke
Den første, der for alvor prægede begrebet, var den canadiske psykiater Richard M. Bucke (1837-1902). Han skrev værket Kosmisk bevidsthed (1901), hvori han skelner mellem tre former for bevidsthed:
1)	Simpel bevidsthed. Denne form for bevidsthed findes både hos mennesker og dyr. En hund eller en hest er bevidst om ting i deres umiddelbare omgivelser - ligesom et menneske. De er også bevidste om deres egen krop.
2)	Selvbevidsthed. Denne form for bevidsthed er det kun mennesket, der har. Mennesket har en bevidsthed om sig selv som en størrelse, der er adskilt fra resten af universet. I kraft af denne bevidsthed bliver det i stand til at behandle sine egne mentale tilstande (f.eks. tanker) som objekter: ”Ja, den tanke, som jeg har om den sag, er sand.” Et andet karakteristisk træk ved selvbevidsthed er sproget, som er det middel, ved hjælp af hvilket selvbevidstheden analyserer og opbygger sig selv, sine manerer, sit sociale liv, sine institutioner og sine erhverv.
3)	Kosmisk bevidsthed. Det er ”en bevidsthed om kosmos, det vil sige om livet og ordenen i universet.” Der er kun ganske få mennesker, der har denne bevidsthedsform, og de har den som regel kun i kort tid. Eksempler er Buddha, Jesus og Plotin. Det, der opleves med den kosmiske bevidsthed, kan ikke beskrives fyldestgørende i sproget. Det kan ikke fortælles. Det er hinsides alle tegn, beskrivelser og sprog.
Bucke havde i 1872, som 35-årig, en kortvarig oplevelse af at have kosmisk bevidsthed. Han beskriver oplevelsen således (idet han omtaler sig selv i 3. person som ”han”):
”Han var i en tilstand af stille, næsten passiv glæde. Pludselig, uden noget varsel, fandt han sig indhyllet i en slags flammefarvet sky. Et øjeblik tænkte han på ild, en pludselig ildebrand i den store by; derefter vidste han, at lyset var inde i ham selv. Direkte derefter fik han en følelse af jubel, af en umådelig glæde, ledsaget eller umiddelbart efterfulgt af en intellektuel oplysning, som er helt umulig at beskrive. … Blandt andet kom han ikke til at tro på, han så og vidste, at kosmos ikke er dødt stof, men en levende tilstedeværelse, at menneskets sjæl er udødelig, at universet er bygget og ordnet sådan, at alt ubetinget samvirker til det gode for hver og alle, at verdens grundlæggende princip er det, vi kalder kærlighed, og at lykken for enhver i det lange løb er absolut sikker.” 
Ud fra denne oplevelse - og lignende oplevelser, som andre mennesker har haft - forsøger Bucke at karakterisere kosmisk bevidsthed. Han understreger, at kosmisk bevidsthed ikke er en viden om alle detaljer i universet. Det er snarere en bevidsthed om de grundlæggende træk ved universet og de grundlæggende love for universet. Disse grundtræk og grundlove kan ikke beskrives fyldestgørende i sproget. Alligevel formulerer Bucke – i det ufuldkomne sprog - fire indsigter, som fremtræder for den kosmiske bevidsthed på en ikke-sproglig måde:
1)	Kosmos består ikke af dødt stof, der er styret af en ubevidst, streng, formålsløs lov. Kosmos er tværtimod immateriel, fuldstændig åndelig og fuldstændig levende.
2)	Der er ingen død. Enhver og alting har evigt liv.
3)	Universet er Gud, og Gud er universet.
4)	Intet ondt kom nogensinde eller vil nogensinde komme ind i universet. Der er et kærligt formål med det såkaldt "onde".
Bucke mener, at alle religioner, ligegyldigt hvor forskellige de tilsyneladende er, har denne fælles kerne. Han mener tillige, at det er muligt at finde ind til denne kerne ved at fjerne det institutionelle lag i form af dogmer og ritualer og i stedet fokusere på den individuelle oplevelse.

## Martinus
Den danske åndelige lærer Martinus (1890-1981) brugte udtrykket ”kosmisk bevidsthed” om det sidste stadium i den åndelige og moralske udvikling, som alle mennesker gennemløber i løbet af mange liv. De tre stadier er:
1)	Stadiet uden kosmisk bevidsthed.
2)	Stadiet med kortvarige glimt af kosmisk bevidsthed (”kosmiske glimt”).
3)	Stadiet med permanent kosmisk bevidsthed.
De fleste mennesker befinder sig ifølge Martinus på det første stadium. Det andet stadium er der kun få mennesker, der har oplevet. De kosmiske glimt varer som regel kun få sekunder, men i løbet af disse få sekunder oplever disse mennesker i et glimt , at de er udødelige, at verdensaltets struktur er fuldkommen, og at kærlighed er universets grundtone.
Det tredje stadium er der endnu færre mennesker, der har oplevet. Martinus siger dog, at alle mennesker vil nå dette stadium på et eller andet tidspunkt efter mange liv. Et menneske, der befinder sig på dette stadium, er i stand til, på et hvilket som helst tidspunkt, at aktivere sin kosmiske evne - ligesom man kan aktivere sin synsevne øjeblikkeligt ved at åbne øjnene. Et sådant menneske kan på et hvilket som helst tidspunkt tænke på et spørgsmål og få svaret på det.
Ifølge Martinus nåede han selv stadiet med permanent kosmisk bevidsthed i forbindelse med en serie kraftige åndelige oplevelser, han havde som 30-årig i 1921. Han fortæller herom:
”Den kosmiske ilddåb, som jeg havde gennemgået, … havde altså efterladt sig den kendsgerning, at der i mig var blevet udløst helt nye sanseevner, evner der satte mig i stand til – ikke glimtvis – men derimod i en permanent vågen bevidsthedstilstand, at skue alle de bag den fysiske verden bærende åndelige kræfter, usynlige årsager, evige verdenslove, grundenergier og grundprincipper.” 
Et menneske med permanent kosmisk bevidsthed er kommet til fuld bevidsthed om sin enhed med Gud, siger Martinus. Det menneske har fuldstændig kontrol over intuitionsenergien, som formidler alle fakta hinsides det tids- og rumdimensionelle plan. Kosmisk bevidsthed er altså ikke blot en bevidsthed, der har fået udvidet sit indhold, således at den er bevidst om mere end den normale dagsbevidsthed er. Kosmisk bevidsthed har også en helt anden form. Den er i stand til bevæge sig hinsides tid og rum og ”sanse” på et plan, der er hinsides tid og rum. Tid og rum er netop de to grundlæggende rammer for den fysiske verden og for menneskets normale bevidsthed. ”Denne åndelige tilværelse opleves … under en helt anden tilstand eller sansedimension end den fysiske … Der, hvor tiden og rummet hører op, der hører også den fysiske sansning op.” 